# Havas Károly
Havas Károly, születési nevén Handelsmann Károly (Szabadka, 1887. szeptember 11. – Bácsalmás, 1944. június 19.) zsidó származású délvidéki magyar újságíró, szerkesztő, író.

## Élete
Az 1900-as évek elején újságíróként tűnt fel, elsősorban a Pester Lloydnak és a Bácskai Hírlapnak készített tudósításokat. Budapesten egyetemi tanulmányokba is kezdett, de 1920-ban ezeket félbehagyva visszaköltözött szülővárosába. Több lapnak dolgozott ezután is (pl. Bácskai Hírlap, Bácsmegyei Napló) hosszú éveken át. Emellett kis regényei, tanulmányai is megjelentek az 1920-as, 1930-as években. Legnagyobb műve külföldi források alapján készült: Az inkvizíció története 504 nagy alakú oldalon részletesen tekinti át az intézmény kialakulását, működését a különböző országokban, elsősorban a spanyol inkvizícióra helyezve a hangsúlyt. A vaskos kötetet Vydai Brenner Nándor 22 szemléletes, nagy illusztrációja egészíti ki.
A holokauszt idején, deportálás céljából vasútra tették. 1944. június 19-én feleségétől elszakadva, a zsidókat szállító vonatban veronállal megmérgezte magát. Bácsalmáson temették el, a helyi római katolikus temetőben.

## Művei
- Gullivers Reisen im Jahre 1918, k. n., h. n., 1918[2]
- Rasputin és a kékszakáll, k. n., h. n., 1927[2]
- Az inkvizició története, Rozsnyai Károly Kiadása, Budapest, 1927[3]
- Az idők mélyén, Kalangya Irodalmi Folyóirat, Szabadka, 1934[4][2]
- A cárok uralma, a cárok pusztulása Archiválva 2023. október 31-i dátummal a Wayback Machine-ben, Minerva Nyomda és Lapkiadó R. T., Szabadka, 1936[5]
- Stiriában Ajk faluban mi történt? Archiválva 2023. október 31-i dátummal a Wayback Machine-ben, Minerva Nyomda és Lapkiadó R. T., Szabadka, 1940[6]

Öregház a csirkepiacon című regényét a Kalangya folyóirat közölte folytatásokban (1939/5, 7–10, 1940/1–10). Ez a mű később az Irodalmi hagyományaink – Kilenc évszázad írásaiból antológiában (Forum Lap- és Könyvkiadó Vállalat, Újvidék, 1971), Az asszony és a semmi az Akácok alatt – Délvidéki magyar írók elbeszélései című kötetben jelent meg (Lazi Könyvkiadó Kft., Szeged, 2007).